# Aristia mordax
Aristia mordax är en insektsart som först beskrevs av Carl Stål 1873.  Aristia mordax ingår i släktet Aristia och familjen Romaleidae. Inga underarter finns listade i Catalogue of Life.